# Vietsovpetro
Petrovietnam é uma companhia petrolífera sediada em Vung Tau, Vietnã.

## História
A companhia foi estabelecida em 1981 como uma joint-venture Rússia e Vietnã.